# Церква Святого Архистратига Михаїла (Жовчів)
Церква Святого Архистратига Михаїла — греко-католицька церква у селі Жовчів, пам'ятка архітектури місцевого значення № 507/2.

## Історія
Найдавніші згадки про церкву в селі містять документи 1572 р. У 1741 р. візитатор застав у селі дерев'яну церкву Святого Архангела Михайла, зведену 1696 р. на місці попередньої коштом громади. Дзвіниця у ній містилася над бабинцем. В кінці XVIII ст. зведено окрему дерев'яну дзвіницю.
У 1907—1909 рр. поруч з нею старанням пароха о. Дмитра Розлуцького зведено нову муровану церкву за проектом архітекторів Филимона Левицького і Василя Нагірного. У середині 1920-х рр. дві намісні ікони та клейма для кивоту намалював Богдан Лепкий, відомий поет, який у свій час навчався у Віденській Академії мистецтв. У 1936 р. церкву розмалював маляр Козловський з Рогатина.

## Опис
Розташована церква на вершині високого пагорба над селом. На схід від церкви розкинувся сільський цвинтар. Церква — мурована, хрещата, однобанна споруда. До квадратової в плані нави з заходу прилягає прямокутний бабинець, з півдня на північ — укорочені бічні рамена, зі сходу — гранчастий вівтар з двома ризницями по боках. Високий четверик нави завершує низький восьмибічник, увінчаний шістнадцятигранним світловим барабаном, накритим шоломовою банею. Бабинець і бічні рамена вкриті трисхилими дахами, а вівтар — п'ятисхилим. Кінці гребенів дахів увінчані кованими хрестами. Гладко тиньковані стіни церкви завершені профільованим гзимсом і прорізані півциркульно завершеними віконними прорізами, декорованими профільованими архівольтами. Головний вхід у західній стіні бабинця підкреслений порталом з трикутним фронтоном, декорованим аркатурним пояском. В інтер'єрі кути нави зрізані, і кожній площині містяться глибокі конхові ніші. Рамена хреста перекриті півциркульними склепіннями. Хори розташовані при трьох стінах бабинця, доходять до його половини. Двоярусний рядової побудови іконостас, що складається тільки з намісних ікон та апостолів, походять з 1930-х рр. Стіни церкви вкриті стінописом 1998 р., що перекрив давніший — з 1936 р.

## Дзвіниця церкви Святого Архистратига Михаїла
На південний схід від церкви розташована мурована, квадратова у плані дзвіниця, увінчаною великою банею на восьмибічному другому арковому ярусі, зведена у 1999 р., а на північний схід — стара дерев'яна стовпова двоярусна, квадратова в плані, дзвіниця, вкрита наметовим верхом.